# Jacqueline Dubrovich
Jacqueline Dubrovich, né le 18 juillet 1994 à Paterson (New Jersey), est une escrimeuse américaine. Elle a fait à deux reprises partie d'une équipe américaine médaillée aux championnats du monde et a été sélectionnée deux fois pour participer aux Jeux olympiques.

## Carrière
Dubrovich s'initie à l'escrime à l'âge de huit ans par le biais d'un cousin plus âgé. Elle persévère dans sa pratique bien qu'elle n'apprécie pas vraiment ce sport lors de ses débutsElle atteint la 11e place du classement mondial junior et fait sa première apparition sur le circuit senior en 2013, atteignant les huitièmes de finale de l'étape de Shanghai. Avançant par paliers, elle atteint son premier quart de finale en 2018, puis ses premières demi-finales, synonymes de médaille, en 2021.
En 2021, à la suite de la qualification de l'équipe américaine pour les Jeux olympiques de Tokyo, elle est alignée sur l'épreuve individuelle et par équipes. Dans la première, elle est éliminée dès le premier tour mais d'une touche seulement par l'Allemande Leonie Ebert (14-15). Par équipes, les États-Unis sont battus de peu en demi-finales par l'équipe du Comité Olympique de Russie (42-45), puis écrasés par l'Italie pour la médaille de bronze (23-45). Par conséquent, Jackie Dubrovich quitte ces Jeux sans médaille. Elle se fait en revanche remarquer en émettant une critique envers trois des quatre membres de l'équipe d'épée messieurs de son pays, lesquels, pour dénoncer leur quatrième coéquipier Alen Hadzic, accusé d'agression sexuelle, sont entrés sur la piste munis d'un masque médical rose tandis que celui d'Hadzic, fourni par Team USA était noir, leur reprochant un « Activisme performatif qui ne s'attaque pas aux racines du problème ».
En 2022 et 2023, Dubrovich fait partie des États-Unis successivement 3e puis 2e des championnats du monde.
En 2024, Dubrovich monte à deux reprises sur la troisième marche d'un podium de Coupe du monde, au Caire où elle est battue par sa compatriote Lee Kiefer (13-15) puis à Hong Kong (défaite 7-15 face à Elena Tangherlini). Elle obtient sa qualification pour les Jeux olympiques de Paris, où elle défend à nouveau ses chances en individuel et par équipes.

## Palmarès
- Championnats du monde d'escrime
  -  Médaille d'argent par équipes aux championnats du monde 2022 au Caire
  -  Médaille de bronze par équipes aux championnats du monde 2019 à Budapest

- Championnats panaméricains d'escrime (individuel)
  -  Médaille de bronze aux championnats panaméricains 2022 à Asunción

## Classement en fin de saison
| Année | 2013 | 2014 | 2015 | 2016 | 2017 | 2018 | 2019 | 2020 | 2021 | 2022 | 2023 |
| ----- | ---- | ---- | ---- | ---- | ---- | ---- | ---- | ---- | ---- | ---- | ---- |
| Rang  | 117  | 173  | 112  | 152  | 49   | 42   | 21   | 25   | 23   | 13   | 11   |